# Вільгельм Готліб Тілезіус фон Тіленау
Вільгельм Готліб Тілезіус фон Тіленау (Wilhelm Gottlieb Tilesius von Tilenau; 1769—1857) — німецький натураліст і дослідник, лікар, кресляр і гравер. Учасник навколосвітньої подорожі. Кавалер ордена Святого Володимира та Почесного легіону.

## Молодість та освіта
Вільгельм Готліб Тілезіус народився в Мюльгаузені (тоді частина Священної Римської імперії) 17 липня 1769 року. Його батько був торговцем і актуарієм, а мати — донькою і сестрою хірургів. Саме брат його матері привчив юного Тілесіуса до природничих наук і малювання. 
У 1790 році Тілезіус почав вивчати природничі науки та медицину в Лейпцизькому університеті і одночасно брав уроки малювання в Адама Фрідріха Езера в художній академії в Пляйзенбурзі. У 1795 році він отримав ступінь магістра мистецтв, у 1797 році — ступінь доктора філософії, а в 1801 році — доктора медицини. У 1795-96 роках разом з графом і вченим Йоганном Центуріусом Гофманзегом подорожував на кораблі до Португалії. Під час цієї подорожі він вивчав морських тварин, а також викладав та практикував медицину. Результати були опубліковані в кількох статтях. 

## Навколосвітня подорож

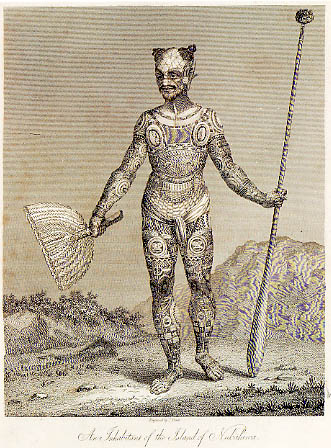
Ілюстрація Тілезіуса 1813 року «Воїн Нуку-Хіви зі списом і ручним віялом»

У 1803 році був призначений професором Московського університету . Як судновий лікар, морський біолог і експедиційний художник на фрегаті «Надєжда» брав участь у першій російської навколосвітній подорожі 1803—1806 років під керівництвом Адама Йоганна фон Крузенштерна. «Надєжда» вирушила з Кронштадта на Балтійському морі, а Тлезіус приєднався до експедиції в Копенгагені. «Надєжда» пропливла повз Канарські острови та Бразилію, навколо мису Горн і через Тихий океан до Японії, зупиняючись на Маркізьких і Гавайських островах, а також на Камчатці. Відвідавши Японію, експедиція вирушила в бік Аляски, потім пропливла повз Китай до Індійського океану, навколо Африки і назад до Балтики. Під час подорожі Тілезіус зробив численні ескізи та акварелі, особливо після від'їзду офіційного художника до Японії. Після повернення Телезіус отримав звання кавалера ордена Св. Володимира, посаду члені-кореспондента Імператорської Академії наук і довічну пенсію в 300 рублів на рік.  Його ілюстрований звіт про експедицію з'явився в 1814 році.

## Подальше життя

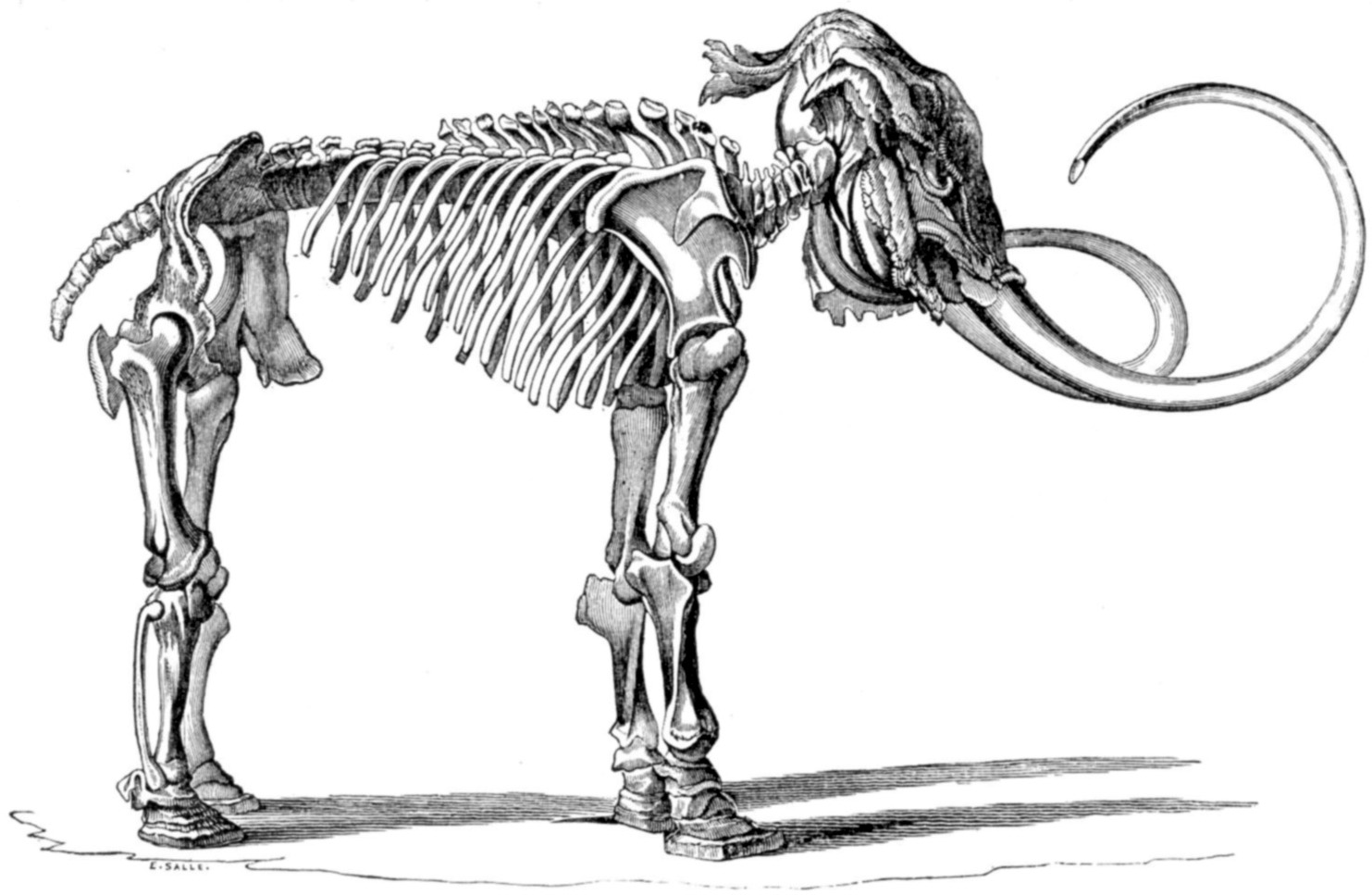
Гравюра Тілезіуса із зображенням скелета мамонта Адамса зараз виставлена в Зоологічному музеї Санкт-Петербурга.

12 травня 1807 року він одружився з дочкою польського дворянина Олімпією фон Сіцкі, на 20 років молодшою за нього. Наступного року народився син Адольф, але пара розлучилася у 1809 році.
Одним із його проєктів під час перебування в Росії була реконструкція скелета шерстистого мамонта, чию майже неушкоджену заморожену тушу було викопано з вічної мерзлоти Сибіру в 1806 році.  Це була одна з перших спроб реконструювати скелет вимерлої тварини.  Тілезіус припустився однієї помітної помилки в цій спробі, помінявши бивні так, що вони розійшлися, а не зійшлися.
У 1814 році Тілезіус повернувся в рідне місто Мюльгаузен і віддав свого сина під опіку бабусі. Він продовжував читати лекції та публікувати статті на зоологічні, медичні та етнографічні теми, став членом низки наукових товариств у Європі та Сполучених Штатах, але не отримав іншої академічної посади. Більшу частину свого життя він провів у Мюльгаузені та Лейпцизі та помер у Мюльгаузені (на той час частина Пруссії) у 1857 році.